# Montluçon
Montluçon là một xã trong tỉnh Allier, thuộc vùng hành chính Auvergne-Rhône-Alpes của nước Pháp, có dân số là 41.362 người (thời điểm 1999). Montluçon là thành phố lớn nhất trong tỉnh Allier.

## Nhân khẩu học
| 1962   | 1968   | 1975   | 1982   | 1990   | 1999   |
| ------ | ------ | ------ | ------ | ------ | ------ |
| 55.184 | 57.871 | 56.468 | 49.912 | 44.248 | 41.362 |